# Kozaruša
Kozaruša (szerbül: Козаруша), falu Bosznia-Hercegovinában, Bosanska krajina területén, Prijedor községben, a Szerb Köztársaságban. 

## Fekvése
Bosznia-Hercegovina északnyugati részén, a Potkozarje területén, Banja Lukától légvonalban 38, közúton 46 km-re északnyugatra, községközpontjától légvonalban 6, közúton 7 km-re keletre, 160 – 250 méteres tengerszint feletti magasságban, a Kozara-hegység lábánál és délnyugati lejtőin, a Kozaruša-patak partján fekszik. Több, kis település tartozik hozzá. Áthalad rajta a Banja Lukát Prijedorral összekötő főút.

## Népessége
| Nemzetiségi csoport | Népesség 1991 | Népesség 2013 |
| ------------------- | ------------- | ------------- |
| Szerb               | 264           | 721           |
| Bosnyák             | 2853          | 2182          |
| Horvát              | 20            | 16            |
| Jugoszláv           | 63            | 0             |
| Egyéb               | 176           | 85            |
| Összesen            | 3376          | 3004          |

## Története
A középkori Szana megye székhelyét, Kozarát először 1334-ben említik az írásos dokumentumok, ekkor említi Ivan goricai főesperes a zágrábi egyházmegye részeként a település Szent Mártonnak szentelt templomát. A templom azonban a néphit szerint a Kozara-hegységhez tartozó Mađarska kosa lejtőjének lábánál, Mahmuljini falucskában, a mai Kozaruša területén állt. A mai Kozaruša területe eszerint a középkori Kozara része volt. Kozara már 1360-ban, I. Lajos magyar király idejében szabad királyi várossá vált és az az említett időszakban végig a Szana megye központja volt. A 14. és 15. században Szana megye területét felváltva bosnyák és magyar királyok irányították. 1413-ban Hrvoje Vukčić Hrvatinić herceg, majd halála (1416) után Zsigmond magyar király volt az ura. Kozara várának őrsége ellenőrizte a Banja Luka – Kozarac – Novi Grad – Sanski Most közötti forgalmat. A vár legénységének szükségletei miatt különféle iparosok (kőművesek, kovácsok, asztalosok, szabók) költöztek ide. A vár alatti települések fejlődésével a környező terület élete, megjelenése is megváltozott. A jó kereskedelmi útvonalon fekvő város kereskedővárossá fejlődött. 1518-ban Boszniai Krajina területét meghódította az Oszmán Birodalom. 
A település 1878-ig tartozott az Oszmán Birodalomhoz, ekkor a berlini kongresszus határozata alapján az Osztrák-Magyar Monarchia része lett. Az évszázados oszmán uralom 1878. szeptember 6-án ért véget, amikor osztrák-magyar csapatok vonultak be Kozaracra és a szomszédos Prijedorra. 1879-ben az első osztrák-magyar népszámlálás során a Prijedori járáshoz és Kozarac községhez tartozó településnek 109 háztartása és 667 muszlim lakosa volt. 1910-ben a Kozaraci járáshoz és Kozarac községhez tartozó településen 216 háztartást, 2 ortodox szerb, 1294 muszlim és 21 görög katolikus lakost találtak.
A monarchia szétesésével 1918-ban előbb a Szerb-Horvát-Szlovén Királyság, majd 1929-től a Jugoszláv Királyság része. Jugoszlávia megszállása után a falu a Független Horvát Állam (NDH) része lett. 
1945-től a település a szocialista Jugoszlávia része, 1963-ig Kozarac községhez tartozott. A boszniai háború idején a település a Boszniai Szerb Köztársaság része volt. 1992 áprilisában és májusában a Jugoszláv Néphadsereg (JNA) és a Bosznia-Hercegovinai Szerb Köztársaság hadseregének (VRS) egységei körülzárták, majd 1992. május 24-én megtámadták a települést. A május 26-i elfoglalás után túlélő lakosságát az Omarska, Keraterm és Trnopolje fogolytáborokba deportálták. 1992 júniusában a települést kifosztották és felégették, a fogolytábori kínzásokat túlélő lakóit pedig kiutasították. A mecset imámja beszámol arról, hogy mecsetét 1992 májusának végén felégették, a minaretet pedig felrobbantották. Akkoriban ő is Kozarušában tartózkodott. A mecset lerombolása után az imámot és tinédzser fiát, Samirt elvitték és az Omarska táborban tartották fogva, ahol 67 napig tartották fogva, és többször is kínzásnak vetették alá őket. Omarskából két másik táborba kerültek, mielőtt fogolycserével kicserélték őket, és Horvátországba száműzetésbe vonultak. A száműzött bosnyákok egy része 1999-ben visszatért, és 2000-ben újjáépítette a helyi mecsetet. A daytoni békeszerződést követő területfelosztásnál a település Prijedor község részeként a Szerb Köztársaság területéhez került.

## Nevezetességei
A kozarušai mecset közvetlenül a Kozaruša-patak partján áll. Az első mecset építéséről nem sokat tudni. Az első írásos dokumentumok, amelyek említik a település és a mecset létezését, az oszmán korból származnak. A mecsettel kapcsolatban vannak szájhagyományok, amelyekre az idősek emlékeztek és továbbadtak, köztük a mecset egyik imámja, az ország legrégebbi imámja, Teufik Hadžić efendi. Ő azt állítja, hogy őseitől hallotta, hogy ebben a gyülekezetben az első mecset vályogból épült, sheref nélküli fa minarettel, amelyen nyílások voltak, ahol a müezzin imádkozott. A 19. század közepén a mecsetet az alapoktól kezdődően kőből építették, majd egy fából készült minaretet építettek mellé egy shereffel. Ezt a minaretet 1927-ben új, betonból és téglából épült minaretre cserélték, amelyet Sziszekból (Horvátország) hoztak erre a célra. Az új minaret építése mellett a mecsetet bővítették. A mecsetet idővel többször átalakították, de 1927-től egészen a falu elleni szerb agresszióig megtartotta az alapvető formáját. Az első csetnik betörések után, 1992. május 26-án, minaretjét a harckocsi tüzével lerombolták, majd a gyalogos megszállás után felgyújtották a mecsetet is. A mecset újjáépítése 1999 őszén kezdődött meg, majd mindössze kilenc hónap alatt megépítették és hivatalosan is megnyitották.